# Nasareno Silva
Nasareno Costa da Silva, mais conhecido como Nasareno Silva (Tubarão, 27 de outubro de 1957), é um treinador de futebol brasileiro. sua carreira começou em 1990, Nos últimos anos, ele passou a desempenhar as seguintes funções: coordenação técnica e gerência de futebol .
Ao longo de sua carreira, Nasareno tem atuado principalmente no estado de Santa Catarina, onde dirigiu diversos times. e conseguiu resultados de muita expressão, como acessos para as primeiras divisões do campeonato catarinense, títulos estaduais, títulos da copa santa catarina e um dos mais importantes em seu currículo no estado, o titulo de Campeão Brasileiro da Série C, pelo Joinville. Os principais times do estado já foram dirigidos por Nasareno entre eles; atuou como técnico no Figueirense Futebol Clube, Avaí Futebol Clube, Associação Chapecoense de Futebol e no Joinville Esporte Clube, atuou como coordenador técnico. o mesmo ainda possui passagens marcantes pelos times do interior do estado, onde teve como principal objetivo levá-los a Primeira Divisão do Campeonato Catarinense, onde obteve sucesso pelas seguintes equipes; Esporte Clube Internacional (Lages) 3 vezes (1990, 2013, 2014), Tubarão Futebol Clube 1 vez (2005), Clube Atlético Tubarão 1 vez em (2016) Hercílio Luz Futebol Clube 1 vez em (2017), Tiradentes de Tijucas 1 vez em (2002) e por ultimo fez parte da equipe do Concórdia Atlético Clube em (2019).
Fora do estado de Santa Catarina, nasareno possui passagens pelo estado do Paraná ao treinar equipes como: Londrina Esporte Clube,Sociedade Esportiva Matsubara.
No estado de São Paulo, possui uma passagen vitoriosa pelo Marília Atlético Clube, onde conquistou o acesso para a Primeira Divisão do Futebol Paulista. 
Já na Região Nordeste do pais, passou pelo ewtado de Sergipe pelas equipe do Associação Desportiva Confiança e por ultimo a mais importante no estado, se sagrou campeão sergipano de futebol pelo Associação Olímpica de Itabaiana.
No estado da Bahia, possui passagens pelo Alagoinhas Atlético Clube e a dupla de Feira de santana, Fluminense de Feira Futebol Clube e Associação Desportiva Bahia de Feira.
Em Recife, possui passagens pelo Unibol Pernambuco Futebol Clube.
Em Belém, passou ainda pelo Paysandu Sport Club.

## Títulos/Conquistas
Concórdia – SC
- Acesso a Elite do Futebol Catarinense 2019

Hercílio Luz – SC
- Acesso a Elite do Futebol Catarinense 2017
- Vice-Campeão Copa Santa Catarina 2018

Tubarão – SC
- Acesso a Elite do Futebol Catarinense 2005/2016

Inter de Lages – SC
- Campeão Catarinense Serie B e Acesso a elite 1990
- Campeão Catarinense Série C e Acesso a série B 2013
- Acesso a Elite do Futebol Catarinense 2014

Joinville – SC
- Campeão Copa Santa Catarina 2011/2012
- Campeão Brasileiro Série C e Acesso a Serie B 2012

Caxias – SC
- Campeão Copa Santa Catarina 2003

Tiradentes – SC
- Acesso a Elite do Futebol Catarinense 1989/2002

Chapecoense – SC
- Vice-Campeão Copa Santa Catarina 2001

Figueirense – SC
- Vice-Campeão Catarinense Serie A 1993

Itabaiana – SE
- Campeão Sergipano 1997
- Vice-campeão Sergipano 1998

Confiança – SE
- Campeão 1º turno Sergipano 2007

Marília – SP
- Acesso a Elite do Futebol Paulista 1999

Bahia de Feira – BA
- Campeonato Baiano da Segunda Divisão: 2009